# Schnalle
Een Schnalle is een gesp op een klein stukje lint. Het is een typisch Duitse vormgeving voor een decoratie.  Meestal gaat het bij een Schnalle om een ereteken voor langdurige trouwe dienst voor lagere militairen, brandweerlieden (bijvoorbeeld de Brandweer-Ereteken voor 25 Dienstjaren (Brunswijk), of de leden van de landwacht. Men droeg een dergelijke Schnalle op de borst van een uniform.
Soms is de gesp fraai versierd, in andere gevallen gaat het om een eenvoudige gesp op een met zilver-of gouddraad, dan wel gele of grijze draad, geborduurd lintje. Voorbeelden van die laatste schnallen zijn het rode met geel geborduurde lint van de Dienstonderscheiding voor de Landweer in Mecklenburg-Strelitz en de Dienstonderscheiding voor de Landweer in Mecklenburg-Schwerin.
Het gaat steeds om dienstonderscheidingen, meestal werden die voor een bepaald aantal dienstjaren uitgereikt, en onderscheidingen bij jubilea.  De gespen werden in het algemeen niet hoog aangeslagen werden in het militaire protocol en het strenge Duitse decoratiestelsel.
Na de val van het keizerrijk en de Duitse monarchen in 1918 zijn de Schnallen al snel verdwenen. In het decoratiestelsel van de Bondsrepubliek Duitsland en de Duitse Democratische Republiek komen zij niet voor.
In Nederland en Denemarken werden ook gespen op lint gedragen als onderscheiding voor lange en trouwe dienst. De Onderscheiding voor Trouwe Dienst (Denemarken) en het Onderscheidingsteken voor Langdurige Dienst als officier zijn daarvan voorbeelden. In Duitsland werden de Schnallen vaak als lagere graden van de Dienstonderscheiding uitgereikt. Ook de Brandweer werd vaak met Schnalle gedecoreerd, een voorbeeld is het Ereteken van de Brandweer van Saksen-Coburg en Gotha.